# 김제 귀신사 대적광전
김제 귀신사 대적광전(金堤 歸信寺 大寂光殿)은 대한민국 전북특별자치도 김제시 금산면, 귀신사에 있는 건축물이다. 1985년 1월 8일 대한민국의 보물 제826호로 지정되었다.

## 개요
귀신사(歸信寺)는 신라 문무왕 16년(678년) 의상대사가 세운 절로 8개의 암자가 있었다고 전한다. 이 절에는 예스러운 맛이 배어 있는 건물과 연꽃무늬로 된 받침대, 동물 모양의 돌 등 많은 석물들을 볼 수 있다.
지혜의 빛을 비춘다는 비로자나불을 모신 대적광전은 17세기 경에 다시 지은 것으로 짐작된다. 앞면 5칸·옆면 3칸 규모이며, 지붕은 옆면에서 보았을 때 사람 인(人) 자 모양의 맞배지붕이다. 지붕 처마를 받치기 위해 장식하여 짜은 구조가 기둥 위뿐만 아니라 기둥 사이에도 있는 다포 양식이다. 앞면 3칸 문에는 빗살무늬 창호를 달았고, 오른쪽과 왼쪽 끝칸인 퇴칸은 벽으로 만든 점이 특이하다.

## 현지 안내문
이 건물의 진리의 법신인 비로자나불을 중심부처로 모신 법당으로, 대적광전의 대적은 이부처가 발하는 깊은 고요 즉 정적을 뜻한다. 본래 2층 7칸 건물이었으나 후대에 현재의 단층 건물로 고쳐지었다.

## 같이 보기
- 귀신사

## 참고 자료
- 김제 귀신사 대적광전 - 국가유산청 국가유산포털